# نصب السلام للأطفال

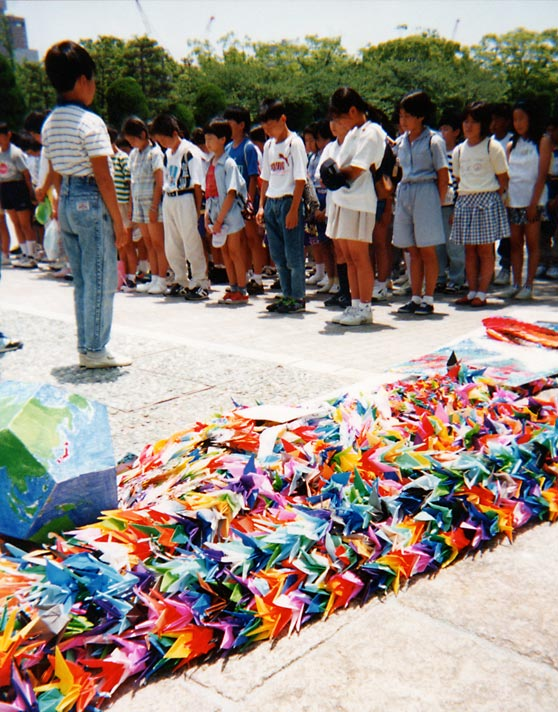
أطفال يضعون كركيات من الأوريجامي عند النصب

نصب السلام للأطفال 原爆の子の像 (Genbaku no Ko no Zō) هو نصب للسلام لتخليد ذكرى ساداكوا ساساكي وآلاف الأطفال من ضحايا الهجوم النووي على هيروشيما وناجازاكي.

## نظرة عامة
يقع النصب في منتزه هيروشيما التذكاري للسلام في مدينة هيروشيما. وقد صُمم هذا النصب على يد اثنين من الفنانين المحليين وهما كازو كيكوتشي وكيوشي اكيبي، وبُني باستخدام الأموال المجمعة من حملة جمع التبرعات التي قام بها تلاميذ المدرسة اليابانيين وزملاء ساداكو، حيث يطلق على اسم التمثال الرئيسي «أطفال القنبلة»، وتم افتتاحه في الخامس من مايو عام 1958 أو (عيد الطفولة في اليابان). وخلدت ذكرى ساداكو في الجزء العلوي من التمثال، حيث صُورت وهي ممسكة بطائر كركي. ويتم تقديم الآلاف من نماذج الأوريجامي لطائر الكركي من جميع أنحاء العالم حول النصب يوميًا، إيمانًا بالتقليد الياباني القديم الذي يقول إن من يطوي ألف طائر من الكركي له أمنية محققة. فهي بمثابة علامة على أن الأطفال الذين يصنعونها والذين يزورون التمثال يرغبون في العيش بعالم لا تندلع فيه حروب نووية، بعد أن ارتبط التمثال بقصة الطفلة ساداكو التي قضت نحبها وهي تعاني مرض اللوكيميا بعد أن قامت بطي أقل من ألف طائر كركي متمنية أن يسود السلام العالم. ومع ذلك، أعلن معرض أقيم في متحف هيروشيما التذكاري للسلام أنه مع نهاية أغسطس عام 1955 كانت ساداكو قد حققت هدفها بل واستمرت في صنع المزيد من الكركيات. ولسوء الحظ لم تتحقق أمنيتها، حيث توفيت باللوكيميا في 25 أكتوبر 1955.
وأسفل الهيكل الرئيسي للنصب، يوجد كركي من البرونز يعمل كجرس رياح عند دفعه في الاتجاه المقابل لجرس السلام التقليدي الذي تم تعليقه فيه. يذكر أن هاتين القطعتين تبرع بهما الحائز على جائزة نوبل في الفيزياء يوكاوا هيديكي.
وعند قاعدة النصب، يوجد لوح من الرخام الأسود نقش عليه باللغة اليابانية:
これはぼくらの叫びです　これは私たちの祈りです　世界に平和をきずくための
Kore wa bokura no sakebi desu. Kore wa watashitachi no inori desu. Sekai ni heiwa o kizuku tame no.
هذه صرختنا، هذه دعواتنا: لتحقيق السلام في العالم.

## تمثال الشقيقة
كان النصب مصدر إلهام لإقامة تمثال الشقيقة الذي موله وصممه الشباب في سانتا فيه، نيومكسيكو في الولايات المتحدة، وهي الولاية التي صنعت بها «الولد الصغير» وهو اسم القنبلة التي أسقطت على هيروشيما. وقد افتتح تمثال الشقيقة عام 1995، في الذكرى الخمسين على التفجيرات.

## وصلات خارجية
- The Children's Peace Monument
- Paper Cranes and the Children's Peace Monument